# Wittichenit
Wittichenit, auch unter der veralteten, bergmännischen Bezeichnung Kupferwismutglanz oder Kupferwismuterz bekannt, ist ein eher selten vorkommendes Mineral aus der Mineralklasse der „Sulfide und Sulfosalze“. Es kristallisiert im orthorhombischen Kristallsystem mit der chemischen Zusammensetzung Cu3BiS3 und ist damit chemisch gesehen ein Kupfer-Bismut (Wismut)-Sulfid.
Wittichenit findet sich meist in Form feinkörniger bis massig-derber Mineral-Aggregate von stahlgrauer bis zinnweißer Farbe bei schwarzer Strichfarbe. Selten bildet er aber auch größere Kristalle von einigen Millimetern bis wenigen Zentimetern Größe aus, die einen tafeligen bis kurzprismatischen Habitus aufweisen. Frische Proben zeigen auf den Oberflächen einen metallischen Glanz. An der Luft läuft das Mineral nach einiger Zeit bleigrau bis messinggelb an.

## Etymologie und Geschichte
Erstmals entdeckt wurde Wittichenit in der Grube Neuglück nahe Wittichen im baden-württembergischen Landkreis Rottweil. Das Mineral war dort unter verschiedenen Bezeichnungen als Kupferwismuterz bzw. Kupferwismutglanz bekannt. 1817 stellte C. J. Selb nach Untersuchung einiger Kupferwismutglanze allerdings fest, dass dieses Erz aus zwei verschiedenen Minealarten besteht, die sich in Bruchverhalten, Farbe und Kristallausbildung unterscheiden. Letzteres Unterscheidungsmerkmal veranlasst Selb zu den Bezeichnungen „dichtes Kupfer-Wismuterz“ und „strahliges Kupfer-Wismuterz“.
Das dichte Kupfer-Wismuterz erhält 1853 durch Franz von Kobell den bis heute gültigen Namen Wittichenit nach seiner Typlokalität und das strahlige Kupfer-Wismuterz wird 1855 durch Gustav Adolf Kenngott als Emplektit bezeichnet.

## Klassifikation
In der veralteten 8. Auflage der Mineralsystematik nach Strunz gehörte der Wittichenit zur Mineralklasse der „Sulfide und Sulfosalze“ und dort zur Abteilung „Komplexe Sulfide (Sulfosalze)“, wo er gemeinsam mit Chalkostibit, Cuprobismutit und Emplektit in der „Kupferspießglanz-Gruppe“ mit der Systemnummer II/D.02 steht.
In der zuletzt 2018 überarbeiteten Lapis-Systematik nach Stefan Weiß, die formal auf der alten Systematik von Karl Hugo Strunz in der 8. Auflage basiert, erhielt das Mineral die System- und Mineralnummer II/E.03-020. Dies entspricht der Klasse der „Sulfide und Sulfosalze“ und dort der Abteilung „Sulfosalze (S : As,Sb,Bi = x)“, wo Wittichenit zusammen mit Bytízit und Skinnerit eine unbenannte Gruppe mit der Systemnummer II/E.03 bildet.
Die von der International Mineralogical Association (IMA) zuletzt 2009 aktualisierte 9. Auflage der Strunz’schen Mineralsystematik ordnet den Wittichenit in die Klasse der „Sulfide und Sulfosalze (Sulfide, Selenide, Telluride, Arsenide, Antimonide, Bismutide, Sulfarsenide, Sulfantimonide, Sulfbismutide)“ und dort in die Abteilung „Sulfarsenide, Sulfantimonide, Sulfbismutide“ ein. Hier ist das Mineral in der Unterabteilung „Insel-Sulfarsenide (Neso-Sulfarsenide) usw., ohne zusätzlichen Schwefel (S)“ zu finden, wo es zusammen mit Skinnerit die „Skinneritgruppe“ mit der Systemnummer 2.GA.20 bildet.
In der vorwiegend im englischen Sprachraum gebräuchlichen Systematik der Minerale nach Dana hat Wittichenit die System- und Mineralnummer 03.04.08.01. Das entspricht der Klasse der „Sulfide und Sulfosalze“ und dort der Abteilung „Sulfosalze“. Hier findet er sich innerhalb der Unterabteilung „Sulfosalze mit dem Verhältnis 3 > z/y und der Zusammensetzung (A+)i (A2+)j [ByCz], A = Metalle, B = Halbmetalle, C = Nichtmetalle“ in einer unbenannten Gruppe mit der Systemnummer 03.04.08, in der auch Skinnerit und Moëloit eingeordnet sind.

## Bildung und Fundorte

Mikroskopische Aufnahme von Wittichenit (hellgrau) als Entmischung mit anderen Kupfermineralen in Bornit (braun), Lady Alice Goldbergwerk, South Australia

Wittichenit bildet sich in hydrothermal in kupfer- und bismuthaltigen Erzgängen, oft in Paragenese mit anderen Bismut- bzw. Kupfer-Mineralen wie Bornit, Chalkosin, Chalkopyrit, Digenit, Djurleit, Emplektit, Pyrit, Stromeyerit und Tennantit, aber auch mit Aragonit, Baryt, Calcit, Fluorit und Rammelsbergit sowie gediegen Bismut.
Weltweit konnte Wittichenit bisher an rund 260 Fundorten (Stand: 2014) nachgewiesen werden, so unter anderem in Argentinien, Armenien, Australien, Belgien, Bolivien, Bulgarien, Chile, China, Deutschland, Frankreich, Griechenland, Grönland, Irland, Italien, Japan, Kanada, Kasachstan, Mexiko, Marokko, Namibia, Nordkorea, Norwegen, Österreich, Peru, Polen, Rumänien, Russland, Schweden, Schweiz, Slowakei, Spanien, Südafrika, Tschechien, Ungarn, Vereinigtes Königreich (Großbritannien) und Vereinigte Staaten (USA).

## Kristallstruktur
Wittichenit kristallisiert orthorhombisch in der Raumgruppe P212121 (Raumgruppen-Nr. 19) mit den Gitterparametern a = 7,723(10) Å; b = 10,395(10) Å und c = 6,716(5) Å sowie 4 Formeleinheiten pro Elementarzelle.